# Verrucomicrobiota
Verrucomicrobiota (anteriormente Verrucomicrobia) é um filo de bactérias recém descrito. Contém apenas duas famílias Verrucomicrobiaceae e Opitutaceae. Este filo contém dois filos-irmãos, Chlamydiota e Lentisphaerota.
Thomas Cavalier-Smith postulou que o Verrucomicrobiota pertence ao clado Planctobacteria no amplo grupo dos Gracilicutes. Análises posteriores de 16S rRNA corroboraram com este posicionamento.